# Bernd-Ulrich Hergemöller
Bernd-Ulrich Hergemöller (10 de novembro de 1950) é um historiador alemão com especialização na Idade Média e internacionalmente reconhecido como um pesquisador acadêmico na homossexualidade masculina no decorrer da história da Europa (estabelecendo, por exemplo, a homossexualidade de Alexander von Humboldt).
Hergemöller estudou teologia católica, filosofia e história, vindo a diplomar-se em 1978. Inicialmente ele trabalhou nas universidades de Münster e mais tarde na Universidade de Ruhr, localizada na cidade de Bochum. É professor de história medieval na Universidade de Hamburgo desde 1996.

## Obras
- Randgruppen der spätmittelalterlichen Gesellschaft, ein Hand- und Studienbuch, Warendorf 1994, 3. Edição (2001), ISBN 3925522204
- Mann für Mann, Biographisches Lexikon zur Geschichte von Freundesliebe und männlicher Sexualität im deutschen Sprachraum, Hamburgo (1998), ISBN 3928983652
- Sodom und Gomorrha : Zur Alltagswirklichkeit und Verfolgung Homosexueller im Mittelalter, 2., edição revisada e aumentada. Hamburgo (2000), Reprint Hamburg: MännerschwarmSkript-Verl., ISBN 3-928983-81-4